# Magyar Történeti Életrajzok

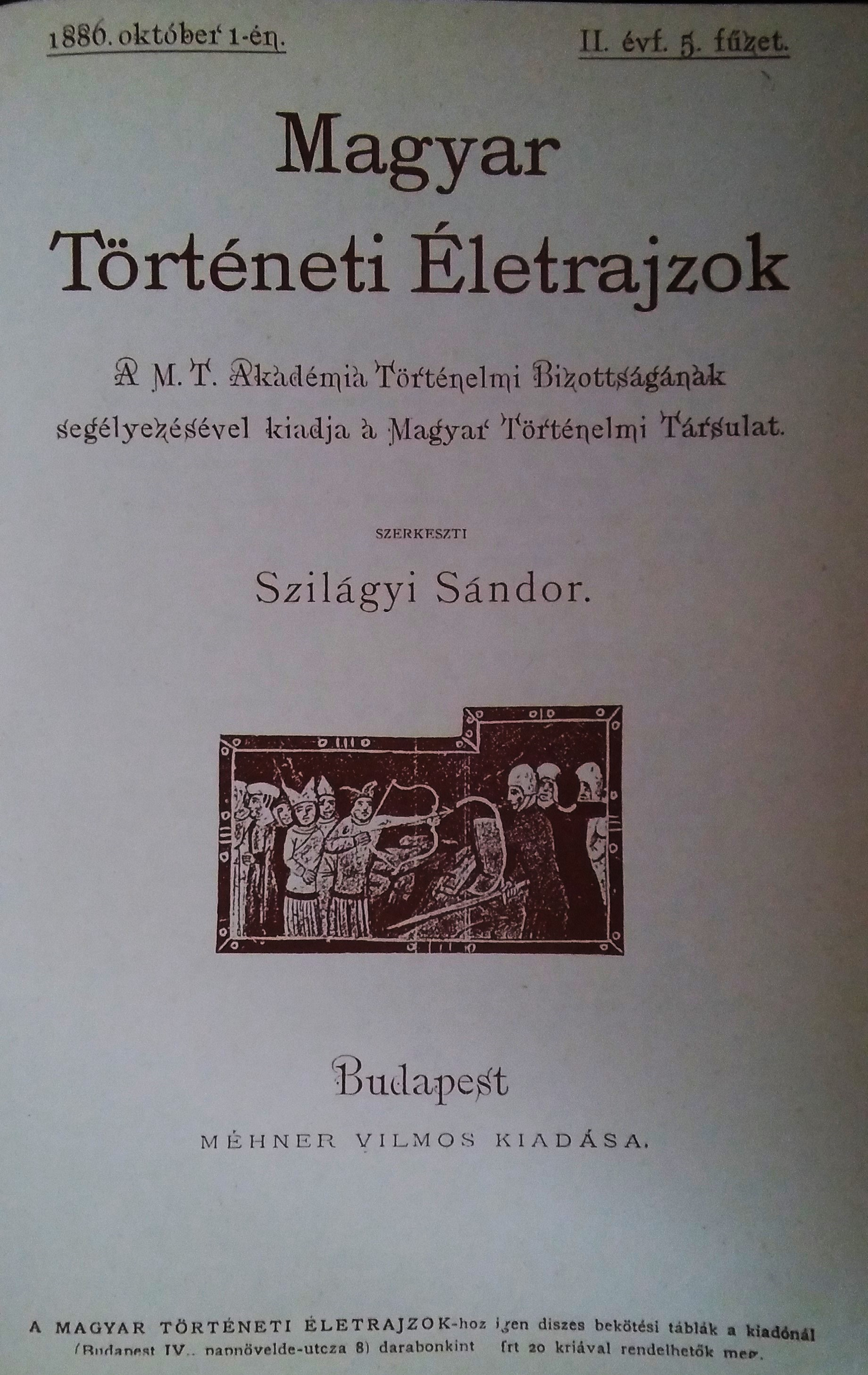
Korabeli hirdetés

A Magyar Történeti Életrajzok egy 19. század végi – 20. század eleji magyar történelmi könyvsorozat volt, amelyet a Magyar Történelmi Társulat jelentetett meg. 

## Története
Az egyes művek 1885 és 1920 között jelentek alaposan tárgyalva egy-egy neves magyar történelmi személyiség életét. A sorozatból a Kun Lászlót bemutató életrajz 1988-ban a Maecenas Könyvkiadó jóvoltából reprint kiadásban ismét megjelenhetett (Budapest, ISBN 963-292-053-8), míg a teljes sorozatot csak a 2010-es években adta ki újranyomva a Pytheas Könyvmanufaktúra Kft. Elektronikus formában az Arcanum Kft. honlapjáról érhetőek el a kötetek (előfizetők számára), vagy az Akadémiai Könyvtár repozitóriumából (szabad hozzáféréssel). Ugyanezen (Arcanum) anyag konverziója révén  az 58 digitalizált és feldolgozott kötet bekerült a Magyar Elektronikus Könyvtárba is, ahol azok webes változatban (html) közvetlenül olvashatóak ill. le is tölthetőek. 

## Részei
A következő kötetek jelentek meg: 
- Mária, Magyarország királynéja 1370–1395 (Magyar Történeti Életrajzok, Budapest, 1885)
- Forgách Zsuzsánna 1582–1632 (Magyar Történeti Életrajzok, Budapest, 1885)
- Széchy Mária 1610–1679 (Magyar Történeti Életrajzok, Budapest, 1885)
- Zay Ferencz 1505–1570 (Magyar Történeti Életrajzok, Budapest, 1885)
- Kun László 1272–1290 (Magyar Történeti Életrajzok, Budapest, 1886)
- Pázmány Péter 1570–1637 (Magyar Történeti Életrajzok, Budapest, 1886)
- Rákóczy Zsigmond 1622–1652 (Magyar Történeti Életrajzok, Budapest, 1886)
- Békés Gáspár 1520–1579 (Magyar Történeti Életrajzok, Budapest, 1887)
- Béldi Pál 1621–1679 (Magyar Történeti Életrajzok, Budapest, 1887)
- Nyáry Krisztina 1604–1641 (Magyar Történeti Életrajzok, Budapest, 1887)
- Csák Máté 1260–1321 (Magyar Történeti Életrajzok, Budapest, 1888)
- Thurzó Imre 1598–1621 (Magyar Történeti Életrajzok, Budapest, 1888)
- Thököly Imre 1657–1705 (Magyar Történeti Életrajzok, Budapest, 1888-1889)
- Bakócz Tamás 1442–1521 (Magyar Történeti Életrajzok, Budapest, 1889)
- Maylád István 1502–1550 (Magyar Történeti Életrajzok, Budapest, 1889)
- Bethlen Gábor 1580–1629 (Magyar Történeti Életrajzok, Budapest, 1890)
- Hunyadi Mátyás 1440–1490 (Magyar Történeti Életrajzok, Budapest, 1890)
- Kovacsóczy Farkas 1576–1594 (Magyar Történeti Életrajzok, Budapest, 1891)
- Mária Terézia 1717–1780 (Magyar Történeti Életrajzok, Budapest, 1891)
- II. Rákóczy György 1621–1660 (Magyar Történeti Életrajzok, Budapest, 1891)
- Nagy Lajos 1326–1382 (Magyar Történeti Életrajzok, Budapest, 1892)
- I. Rákóczy György 1593–1648 (Magyar Történeti Életrajzok, Budapest, 1893)
- Weiss Mihály 1569–1612 (Magyar Történeti Életrajzok, Budapest, 1893)
- Gvadányi József 1725–1801 (Magyar Történeti Életrajzok, Budapest, 1894)
- Hunyadi Corvin János 1473–1504 (Magyar Történeti Életrajzok, Budapest, 1894)
- Esterházy Pál 1635–1713 (Magyar Történeti Életrajzok, Budapest, 1895)
- Széchenyi István 1791–1860 (Magyar Történeti Életrajzok, Budapest, 1896-1897)
- Zrínyi Miklós (Magyar Történeti Életrajzok, Budapest, 1896-1902)
- Szenczi Molnár Albert 1574–1633 (Magyar Történeti Életrajzok, Budapest, 1897)
- Balassa Bálint 1551–1594 (Magyar Történeti Életrajzok, Budapest, 1899)
- Misztótfalusi Kis Miklós 1650–1702 (Magyar Történeti Életrajzok, Budapest, 1899)
- Werbőczi István 1458–1541 (Magyar Történeti Életrajzok, Budapest, 1899)
- Izabella királyné (Magyar Történeti Életrajzok, Budapest, 1901)
- Gritti Lajos 1480–1534 (Magyar Történeti Életrajzok, Budapest, 1901)
- Széchenyi Ferencz 1754–1820 (Magyar Történeti Életrajzok, Budapest, 1902)
- Alsáni Bálint 13??–1408 (Magyar Történeti Életrajzok, Budapest, 1903)
- Eötvös József 1813–1871 (Magyar Történeti Életrajzok, Budapest, 1903)
- Fekete János 1741–1803 (Magyar Történeti Életrajzok, Budapest, 1903)
- Bacsányi János 1763–1845 (Magyar Történeti Életrajzok, Budapest, 1904)
- Forgách Ferencz 1535–1577 (Magyar Történeti Életrajzok, Budapest, 1904)
- Keszei Miklós 1399–1366 (Magyar Történeti Életrajzok, Budapest, 1904)
- Ferenczy István 1792–1856 (Magyar Történeti Életrajzok, Budapest, 1905)
- Kakas István 1558–1603 (Magyar Történeti Életrajzok, Budapest, 1905)
- Kölcsey Ferenc 1790–1838 (Magyar Történeti Életrajzok, Budapest, 1906)
- Szatmári György 1457–1524 (Magyar Történeti Életrajzok, Budapest, 1906)
- II. Rákóczi Ferencz 1676–1735 (Magyar Történeti Életrajzok, Budapest, 1907-1910)
- Berzeviczy Márton 1538–1596 (Magyar Történeti Életrajzok, Budapest, 1911)
- Rimay János 1573–1631 (Magyar Történeti Életrajzok, Budapest, 1911)
- Ányos Pál 1756–1784 (Magyar Történeti Életrajzok, Budapest, 1912)
- Tinódi Sebestyén 1505?–1556 (Magyar Történeti Életrajzok, Budapest, 1912)
- Dósa György 1470–1514 (Magyar Történeti Életrajzok, Budapest, 1913)
- Mária, II. Lajos magyar király neje 1505–1558 (Magyar Történeti Életrajzok, Budapest, 1914)
- Dévay Pál 1735–1800 (Magyar Történeti Életrajzok, Budapest, 1915)
- Jósika Miklós 1794–1865 (Magyar Történeti Életrajzok, Budapest, 1916)
- Horváth Mihály 1809–1878 (Magyar Történeti Életrajzok, Budapest, 1917)
- Bezerédj István 1796–1856 (Magyar Történeti Életrajzok, Budapest, 1918)
- Beatrix királyné 1457–1508 (Magyar Történeti Életrajzok)
- Pápai Páriz Ferencz 1649–1716 (Magyar Történeti Életrajzok, Budapest)

## Képtár
- Szabó Károly: Kun László (díszcímlap)
- Szabó Károly: Kun László (címlap)
- Sorozatjelző címlap
- II. Rákóczi Ferenc arcképe a sorozat egyik kötetéből